# Pakala, Gambia
Pakala är en ort i Gambia. Den ligger i regionen Central River, i den centrala delen av landet, 150 km öster om huvudstaden Banjul. Antalet invånare var 101 vid folkräkningen 2013.